# Natació als Jocs Olímpics d'Estiu de 2008

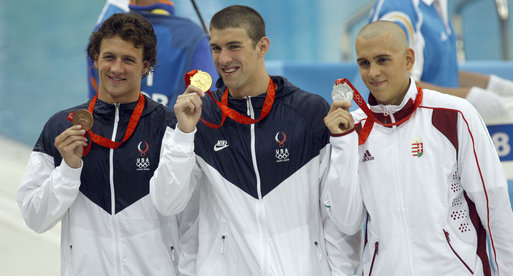
Michael Phelps fou l'autèntic rei dels Jocs Olímpics de Beijing, guanyant 8 medalles d'or. Al centre de la imatge junt amb Ryan Lochte i Laszlo Cseh

La natació als Jocs Olímpics d'Estiu de 2008 es va disputar del 9 al 21 d'agost de 2008 al Centre Aquàtic Nacional de Pequín.

## Calendari
El calendari mostra les quatre disciplines que componen l'esport aquàtic. La competició de natació es va fer entre el 9 i el 17 d'agost, mentre que la de les aigües obertes disputà les seves curses úniques el 20 i el 21 del mateix mes, en categoria femenina i masculina respectivament.

## Medaller
| Pos.  | País            | Or | Plata | Bronze | Total |
| 1     | Estats Units    | 12 | 9     | 10     | 31    |
| 2     | Austràlia       | 6  | 6     | 8      | 20    |
| 3     | Regne Unit      | 2  | 2     | 2      | 6     |
| 4     | Japó            | 2  | 0     | 3      | 5     |
| 5     | Alemanya        | 2  | 0     | 1      | 3     |
| 6     | Països Baixos   | 2  | 0     | 0      | 2     |
| 7     | R.P. de la Xina | 1  | 3     | 2      | 6     |
| 8     | Zimbàbue        | 1  | 3     | 0      | 4     |
| 9     | França          | 1  | 2     | 3      | 6     |
| 10    | Rússia          | 1  | 1     | 2      | 4     |
| 11    | Corea del Sud   | 1  | 1     | 0      | 2     |
| 11    | Itàlia          | 1  | 1     | 0      | 2     |
| 13    | Brasil          | 1  | 0     | 1      | 2     |
| 14    | Tunísia         | 1  | 0     | 0      | 1     |
| 15    | Hongria         | 0  | 3     | 0      | 3     |
| 16    | Noruega         | 0  | 1     | 1      | 2     |
| 17    | Eslovènia       | 0  | 1     | 0      | 1     |
| 17    | Sèrbia          | 0  | 1     | 0      | 1     |
| 19    | Àustria         | 0  | 0     | 1      | 1     |
| 19    | Canadà          | 0  | 0     | 1      | 1     |
| 19    | Dinamarca       | 0  | 0     | 1      | 1     |
| Total | Total           | 34 | 34    | 36     | 104   |

## Medallistes

### Homes
| Prova                   | Or                            | Plata                         | Bronze                                                   |
| 50 m lliure detalls     | César Cielo · Brasil          | Amaury Leveaux · França       | Alain Bernard · França                                   |
| 100 m lliure detalls    | Alain Bernard · França        | Eamon Sullivan · Austràlia    | César Cielo · Brasil · Jason Lezak · Estats Units        |
| 200 m lliure detalls    | Michael Phelps · Estats Units | Park Tae-hwan · Corea del Sud | Peter Vanderkaay · Estats Units                          |
| 400 m lliure detalls    | Park Tae-hwan · Corea del Sud | Zhang Lin · R.P. de la Xina   | Larsen Jensen · Estats Units                             |
| 1500 m lliure detalls   | Oussama Mellouli · Tunísia    | Grant Hackett · Austràlia     | Ryan Cochrane · Canadà                                   |
| 100 m esquena detalls   | Aaron Peirsol · Estats Units  | Matt Grevers · Estats Units   | Arkady Vyatchanin · Rússia · Hayden Stoeckel · Austràlia |
| 200 m esquena detalls   | Ryan Lochte · Estats Units    | Aaron Peirsol · Estats Units  | Arkady Vyatchanin · Rússia                               |
| 100 m braça detalls     | Kosuke Kitajima · Japó        | Alexander Dale Oen · Noruega  | Hugues Duboscq · França                                  |
| 200 m braça detalls     | Kosuke Kitajima · Japó        | Brenton Rickard · Austràlia   | Hugues Duboscq · França                                  |
| 100 m papallona detalls | Michael Phelps · Estats Units | Milorad Čavić · Sèrbia        | Andrew Lauterstein · Austràlia                           |
| 200 m papallona detalls | Michael Phelps · Estats Units | László Cseh · Hongria         | Takeshi Matsuda · Japó                                   |

### Dones
| Prova                   | Or                              | Plata                             | Bronze                          |
| 50 m lliure detalls     | Britta Steffen · Alemanya       | Dara Torres · Estats Units        | Cate Campbell · Austràlia       |
| 100 m lliure detalls    | Britta Steffen · Alemanya       | Lisbeth Trickett · Austràlia      | Natalie Coughlin · Estats Units |
| 200 m lliure detalls    | Federica Pellegrini · Itàlia    | Sara Isaković · Eslovènia         | Pang Jiaying · R.P. de la Xina  |
| 400 m lliure detalls    | Rebecca Adlington · Anglaterra  | Katie Hoff · Estats Units         | Joanne Jackson · Anglaterra     |
| 800 m lliure detalls    | Rebecca Adlington · Anglaterra  | Alessia Filippi · Itàlia          | Lotte Friis · Dinamarca         |
| 100 m esquena detalls   | Natalie Coughlin · Estats Units | Kirsty Coventry · Zimbàbue        | Margaret Hoelzer · Estats Units |
| 200 m esquena detalls   | Kirsty Coventry · Zimbàbue      | Margaret Hoelzer · Estats Units   | Reiko Nakamura · Japó           |
| 100 m braça detalls     | Leisel Jones · Austràlia        | Rebecca Soni · Estats Units       | Mirna Jukić · Àustria           |
| 200 m braça detalls     | Rebecca Soni · Estats Units     | Leisel Jones · Austràlia          | Sara Nordenstam · Noruega       |
| 100 m papallona detalls | Lisbeth Trickett · Austràlia    | Christine Magnuson · Estats Units | Jessicah Schipper · Austràlia   |
| 200 m papallona detalls | Liu Zige · R.P. de la Xina      | Jiao Liuyang · R.P. de la Xina    | Jessicah Schipper · Austràlia   |